# DJ Tocadisco
DJ Tocadisco (nascido Roman Böer, Berlim, 9 de junho de 1975) é um DJ e produtor alemão de música eletrônica. Iniciou a sua carreira de DJ em 1996. É conhecido pelas parcerias com David Guetta e Steve Angelo

## Biografia
Tocadisco (espanhol para "turntable") é um DJ alemão, produtor e multi-instrumentista.
Nascido em Berlim,  cresceu o filho do fotógrafo e designer de mídia Gerry Böer em Mönchengladbach, onde também regularmente (ainda hoje) paira no clube a noite.
1996 Tocadisco começou carreira profissional como DJ no Club Unique, em Dusseldorf. O clube foi eleito com ele como um DJ pela revista Prinz algumas vezes no melhor clube da cidade. Em 2000 Tocadisco mudou-se para Colónia e ensinou haver um estúdio.
Ele produziu vários remixes para diferentes gravadoras. O caso mais conhecido foi "Vidas", de Slam. Sua mistura foi escolhido como um dos 12 melhores remixes de 2001 pelos leitores da revista o Groove. Em outubro de 2003 ele assinou um contrato com a gravadora alemã Superstar Recordings. Seu primeiro single sob esse rótulo era "Ninguém (gosta dos discos que eu jogo)". Ele alcançou o número 39 nas paradas alemãs. Em 2005 Tocadisco foi escolhido pela revista Raveline um dos melhores recém-chegado de 2004.
Em 2005 o entre duas cadeiras remix de Mylos In My Arms em uma das pistas de dança mais tocadas do ano. Isto foi seguido por seu segundo single "Você não é bom para mim" "e seu duplo Música Individual Alto / louco Cursor.
No Superstar Recordings Tocadisco publicou uma série de EP`s clube sob o pseudônimo: "AC / OT"
Em setembro de 2006, Tocadisco remixou uma faixa do projeto de Michael Cretu "Enigma - Eppur si muove" do mais recente álbum do Enigma a posteriori.
Seu remix de "The Egg - Walking Away" (Great Stuff Records) foi escolhido pela Citroën para a campanha publicitária para o modelo C4. Além disso, usado David Guetta o instrumental e misturou-o com um de seus maiores sucessos, "Love Do not Let Me Go" como uma versão bootleg, alcançando # 3 nas paradas britânicas.
Em 25 de janeiro de 2008 o seu primeiro álbum "Solo" foi lançado. Em agosto do mesmo ano, o single amanhã pode esperar com David Guetta e Chris Willis foi bem sucedida.
Ele produziu com New Order, Tiga, David Guetta, Kelis, Fatboy Slim, Robin Schulz, Steve Angello, Axwell, Armin van Buuren e muitos mais música e escrita.
Em 18 de setembro de 2009, seu segundo álbum "TOCA 128,0 FM" apareceu na gravadora alemã Superstar Recordings.
2011 foi o single "Tequila Sunrise", que foi publicado em cooperação com o produtor holandês Afrojack no selo / Spinnin Records.
Prêmios: A discos de ouro para o remix para "Poder do laser -" Não, cara ", um disco de ouro por seu remix de Robin Schulz façanha Jasmine Thomson -" Sun Goes Down ", um disco de platina por seu remix para Faul & Wad AD -" mudanças "e um discos de platina para o seu trabalho de produção de David Guetta`s álbum" um amor ". além disso, um da estação de televisão belga, o Music Factory (TMF) conferiu Award para" Best Dance "(2008). 
Tocadisco se casou com a modelo brasileira Natasha Garcez mudando seu nome para Roman Boer de Garcez , o casamento aconteceu em um castelo na cidade de Bonn , North Rhine-Westphalia , na Alemanha . 
"TOCA45 Recordings" é sua própria gravadora, "TOCACABANA" seu programa de rádio toca em  (60 estações em 40 países) e sua série do partido de sucesso internacional, que foi lançado em 2010 junto com sua esposa Natasha Garcez em Colônia Club "ancoradouro" na vida. Junto com sua esposa opera Tocadisco a Agência de Artistas .
Em 2012 ele criou um grande sucesso do verão do ano com seu remix para Milk & Sugar`s "Let the Sunshine". Além disso, ele então lançou seu terceiro álbum "FR3E" inicialmente como um download  no rótulo "weplay" alemão. No mesmo ano, o single que Miami Pista apareceu em colaboração com Julian Smith.
A canção publicada 2013/02/22 "Get Away" com o cantor da banda "Sono" Lennart A. Salomon foi um sucesso surpresa na Hungria.
2013 usado Fatboyslim e Riva Starr façanha Beardyman uma amostra de Tocadisco`s Track "Bat3ria" (de seu terceiro álbum "FR3E") e criou o seu hit "Eat, Sleep, Rave, Repeat". Esta cultura pop pista beinflusste muito além cena musical além. No entanto, a amostra foi inicialmente não aprovado oficialmente. Mas depois de uma breve negociação Tocadisco foi envolvido como um compositor de canções.
Em 26/08/2013 a faixa "Falling" foi lançado pela gravadora Inglês "Toolroom Gravações".
2014 conseguiu Tocadisco duas vezes no número 1 das paradas de dança alemã com seus remixes para Faul & Wad AD - "alterações" e Robin Schulz - "Sun vai para baixo".
A gravadora Inglês "Toolroom Records" ea empresa "M-Audio" Tocadisco trabalhou em um 2014 publicada nome do instrumento musical "Trigger Finger Pro"
2015 publicou uma série de Tocadisco EP`s em seu rótulo TOCA 45 Recordings (Brasil EP, Cobra EP)
Em 01 de maio de 2016 apareceu Tocadisco`s quarto álbum "IV" na TOCA45 Recordings.
2016 apareceu um remix para o grupo australiano "Yolanda Be Cool" - "From me to you" (Tocadisco Remix) na etiqueta holandesa Registros Spinnin '. Baseia-se em uma nova versão cantada de Beatles clássico Interpretada por Bobby McFerrin.

## Remixes
- Axwell - I Found U
- Mylo – Muscle Cars
- Pet Shop Boys – Minimal
- ATB - Let U Go (2005 Reworked)
- Moby – New York, New York
- Axwell & Ingrosso –-Together
- Hi_Tack – Say Say Say (Wating 4 U)
- Philipe B – Can You Feel It
- New Order – Regret
- Sono – Keep Control 2006
- Tube & Berger pres. Juliet Sikora (Together Now)
- Culcha Candela - Hamma